# Botola 2023-24
La Botola 2023-24, también llamada Botola Pro Inwi por motivos de patrocinio, fue la 68.ª temporada de la Liga de Fútbol de Marruecos. La temporada comenzó el 25 de agosto de 2023 y terminó el 14 de junio de 2024.
El Raja Casablanca fue el campeón de la temporada consiguiendo su título número trece de manera invicta.

## Formato
El torneo fue disputado por 16 equipos, los cuales jugaron entre todos ellos a dos rondas de ida y vuelta sumando un total de 30 partidos disputados. Los equipos reciben tres puntos por victoria, un punto por empate y cero por derrota. Los equipos son posicionados por la cantidad de puntos ganados, teniendo como criterios de desempate los enfrentamientos directos, la diferencia de goles y la cantidad de goles anotados. En caso de que exista un empate de puntos en las posiciones de campeonato se jugará un play-off para determinar al ganador.
Respecto a la clasificación para las competiciones continentales africanas, los dos primeros lugares al finalizar la temporada se clasificaron a la Liga de Campeones de la CAF, mientras que los clubes clasificados en la tercera y cuarta posición obtuvieron plazas en la Copa Confederación de la CAF. 
Por otro lado dos últimos clasificados de la tabla general descendieron a la Segunda División.

## Ascensos y descensos
Al término de la temporada 2022-23, descendieron Olympique Khouribga y Difaa El Jadida; y ascendieron Renaissance Club Athletic Zemamra y Youssoufia Berrechid tras haber quedado en los dos primeros lugares de la Botola 2.
| Pos. | Descendidos de la Botola 2022-23 |
| ---- | -------------------------------- |
| 15.º | Olympique Khouribga              |
| 16.º | Difaa El Jadida                  |

| Pos. | Ascendidos de la Botola 2 2022-23 |
| ---- | --------------------------------- |
| 1.º  | RCA Zemamra                       |
| 2.º  | CAY Berrechid                     |

## Información de los equipos
| Equipo                 | Acrónimo | Ciudad     | Estadio             | Capacidad |
| ---------------------- | -------- | ---------- | ------------------- | --------- |
| AS FAR                 | FAR      | Rabat      | Moulay Abdellah     | 65 000    |
| SCC Mohammédia         | SCC      | Mohammédia | El Bachir           | 11 000    |
| CAY Berrechid          | CAY      | Berrechid  | Municipal Berrechid | 5000      |
| Fath Union Sport       | FUS      | Rabat      | Moulay Hassan       | 12 000    |
| Hassania Agadir        | HUS      | Agadir     | Adrar               | 45 480    |
| Ittihad Tanger         | IRT      | Tánger     | Ibn Batouta         | 45 000    |
| JS Soualem             | JSS      | Soualem    | Errazi in Berrechid | 2000      |
| Magreb de Fès          | MAS      | Fez        | Fez                 | 45 000    |
| Mogreb Atlético Tetuán | MAT      | Tetuán     | Stade Saniat Rmel   | 15 000    |
| Mouloudia d'Oujda      | MCO      | Uchda      | Honneur             | 35 000    |
| Renaissance Berkane    | RSB      | Berkán     | Municipal           | 15 000    |
| Olympic Safi           | OCS      | Safí       | El Massira          | 15 000    |
| Raja Casablanca        | RCA      | Casablanca | Mohamed V           | 67 000    |
| Union Sportive Touarga | UST      | Rabat      |                     |           |
| Wydad Casablanca       | WAC      | Casablanca | Mohamed V           | 67 000    |
| RCA Zemamra            | RCZ      | Zemamra    | Ahmed Choukri       | 2500      |

|   | Regiones de Marruecos   | Número de equipos | Equipos                                                                                    |
| - | ----------------------- | ----------------- | ------------------------------------------------------------------------------------------ |
| 1 | Casablanca-Settat       | 6                 | CAY Berrechid, Raja Casablanca, JS Soualem, SCC Mohammédia, Wydad Casablanca y RCA Zemamra |
| 2 | Rabat-Salé-Kénitra      | 3                 | AS FAR, Fath Union Sport y Union Touarga                                                   |
| 3 | Oriental                | 2                 | MC Oujda y RS Berkane                                                                      |
| 3 | Tánger-Tetuán-Alhucemas | 2                 | IR Tánger y Mogreb Tetuán                                                                  |
| 5 | Fès-Meknès              | 1                 | Magreb AS                                                                                  |
| 5 | Marrakech-Safí          | 1                 | Olympic Safi                                                                               |
| 5 | Sus-Masa                | 1                 | Hassania Agadir                                                                            |

## Desarrollo

### Tabla de posiciones
| Pos. | Equipo              | Pts. | PJ | G  | E  | P  | GF | GC | Dif. | Clasificación o descenso 2024-25 |
| ---- | ------------------- | ---- | -- | -- | -- | -- | -- | -- | ---- | -------------------------------- |
| 1    | Raja Casablanca (C) | 72   | 30 | 21 | 9  | 0  | 52 | 15 | +37  | Liga de Campeones de la CAF      |
| 2    | FAR Rabat           | 71   | 30 | 22 | 5  | 3  | 65 | 22 | +43  | Liga de Campeones de la CAF      |
| 3    | RS Berkane          | 52   | 30 | 14 | 10 | 6  | 38 | 23 | +15  | Copa Confederación de la CAF     |
| 4    | Unión Touarga       | 44   | 30 | 12 | 8  | 10 | 36 | 33 | +3   | Copa Confederación de la CAF     |
| 5    | Olympic Safi        | 44   | 30 | 11 | 11 | 8  | 29 | 26 | +3   |                                  |
| 6    | Wydad Casablanca    | 44   | 30 | 12 | 8  | 10 | 31 | 27 | +4   |                                  |
| 7    | FUS Rabat           | 43   | 30 | 11 | 10 | 9  | 32 | 28 | +4   |                                  |
| 8    | RCA Zemamra         | 40   | 30 | 11 | 7  | 12 | 35 | 35 | 0    |                                  |
| 9    | Mogreb Tetuán       | 35   | 30 | 7  | 14 | 9  | 27 | 28 | −1   |                                  |
| 10   | Hassania Agadir     | 35   | 30 | 8  | 11 | 11 | 35 | 43 | −8   |                                  |
| 11   | Magreb de Fès       | 34   | 30 | 8  | 10 | 12 | 34 | 35 | −1   |                                  |
| 12   | IT Tanger           | 33   | 38 | 7  | 12 | 19 | 29 | 38 | −9   |                                  |
| 13   | JS Soualem          | 27   | 30 | 8  | 6  | 16 | 31 | 46 | −15  |                                  |
| 14   | SCC Mohammédia      | 25   | 30 | 6  | 7  | 17 | 19 | 40 | −21  |                                  |
| 15   | Mouloudia d'Oujda   | 25   | 30 | 5  | 10 | 15 | 20 | 46 | −26  | Segunda División                 |
| 16   | CAY Berrechid       | 20   | 30 | 4  | 8  | 18 | 21 | 49 | −28  | Segunda División                 |

 Fuente: FRMF.ma
Criterios de clasificación: Puntos · Enfrentamientos directos · Diferencia de goles · Goles a favor · Puntos fair-play · Play-off.
Notas:
1. 1 2 3  Puntos en partidos directos: Unión Touarga 7, Olympic Safi 6, Wydad Casablanca 4
2. 1 2  Puntos en partidos directos: Mogreb Tetuán 4, Hassania Agadir 1
3. 1 2  Puntos en partidos directos: SCC Mohammédia 4, Mouloudia d'Oujda 1

### Resultados
| Local \ Visitante | RSB | CAY | FAR | FUS | HUS | MAS | MAT | SCC | MCO | RCA | OCS | JSS | IRT | UST | WAC | RCZ |
| ----------------- | --- | --- | --- | --- | --- | --- | --- | --- | --- | --- | --- | --- | --- | --- | --- | --- |
| RS Berkane        | —   | 3–1 | 1–2 | 2–0 | 0–0 | 2–1 | 3–2 | 2–0 | 2–0 | 1–1 | 3–0 | 3–1 | 2–1 | 0–0 | 0–0 | 1–2 |
| CAY Berrechid     | 0–0 | —   | 0–2 | 0–5 | 1–2 | 1–0 | 0–0 | 0–1 | 0–0 | 1–3 | 0–1 | 2–3 | 0–1 | 2–1 | 0–0 | 1–0 |
| FAR Rabat         | 0–0 | 4–1 | —   | 2–0 | 2–1 | 3–1 | 3–0 | 2–0 | 5–0 | 1–1 | 1–0 | 3–1 | 1–0 | 3–0 | 3–1 | 3–1 |
| FUS Rabat         | 1–1 | 1–1 | 1–4 | —   | 2–0 | 0–0 | 1–1 | 1–0 | 0–0 | 0–1 | 0–0 | 1–0 | 0–0 | 1–1 | 2–1 | 0–2 |
| Hassania Agadir   | 0–2 | 4–1 | 2–1 | 1–3 | —   | 2–1 | 0–2 | 2–0 | 2–2 | 1–1 | 1–1 | 2–1 | 1–1 | 3–2 | 0–0 | 2–2 |
| Magreb de Fès     | 0–0 | 0–1 | 1–3 | 1–2 | 2–2 | —   | 2–1 | 2–1 | 1–0 | 1–1 | 0–1 | 3–0 | 2–1 | 0–1 | 1–1 | 2–3 |
| Mogreb Tetuán     | 0–0 | 0–0 | 2–2 | 2–1 | 1–1 | 0–2 | —   | 1–0 | 1–1 | 1–1 | 0–0 | 4–0 | 1–1 | 1–1 | 0–0 | 0–1 |
| SCC Mohammédia    | 1–1 | 2–2 | 0–3 | 0–1 | 3–1 | 0–2 | 0–1 | —   | 1–0 | 0–2 | 1–0 | 0–1 | 1–0 | 0–2 | 2–3 | 0–2 |
| Mouloudia d'Oujda | 1–0 | 1–1 | 0–3 | 2–1 | 1–0 | 1–3 | 0–1 | 0–0 | —   | 0–3 | 1–1 | 3–2 | 1–1 | 1–3 | 0–2 | 1–2 |
| Raja Casablanca   | 3–0 | 2–0 | 2–2 | 2–0 | 2–0 | 1–0 | 1–0 | 1–0 | 2–0 | —   | 1–0 | 3–1 | 6–1 | 1–0 | 1–0 | 2–1 |
| Olympic Safi      | 1–2 | 3–1 | 1–0 | 0–0 | 1–1 | 1–1 | 2–1 | 0–0 | 3–0 | 2–2 | —   | 1–0 | 1–1 | 1–3 | 2–1 | 2–0 |
| JS Soualem        | 1–2 | 3–1 | 2–2 | 1–3 | 1–0 | 1–1 | 1–2 | 2–2 | 0–0 | 0–0 | 0–1 | —   | 1–3 | 1–0 | 3–1 | 1–1 |
| IT Tanger         | 0–1 | 2–1 | 1–2 | 2–1 | 0–1 | 2–2 | 1–1 | 0–0 | 1–1 | 1–2 | 0–0 | 0–2 | —   | 2–1 | 0–3 | 1–1 |
| Unión Touarga     | 1–3 | 3–2 | 2–1 | 0–0 | 3–3 | 1–0 | 1–0 | 1–2 | 2–0 | 0–0 | 1–0 | 0–1 | 2–2 | —   | 0–1 | 2–1 |
| Wydad Casablanca  | 1–0 | 1–0 | 0–1 | 0–2 | 1–0 | 1–1 | 1–0 | 5–2 | 3–1 | 0–2 | 0–1 | 1–0 | 0–2 | 0–0 | —   | 3–1 |
| RCA Zemamra       | 2–1 | 1–0 | 0–1 | 1–2 | 3–0 | 1–1 | 1–1 | 0–0 | 0–1 | 1–2 | 3–2 | 1–0 | 0–1 | 1–2 | 0–0 | —   |

## Máximos goleadores
- Actualizado el 14 de junio de 2024[4]

| Pos. | Jugador           | Club            | Goles |
| ---- | ----------------- | --------------- | ----- |
| 1    | Yousri Bouzok     | Raja Casablanca | 14    |
| 2    | Ismail Khafi      | IT Tanger       | 13    |
| 3    | Mohcine Bouriga   | Magreb de Fès   | 12    |
| 4    | Pape Badji        | Mogreb Tetuán   | 10    |
| 4    | Sofian El Moudane | Hassania Agadir | 10    |
| 4    | Mohamed Hrimat    | FAR Rabat       | 10    |